# Skydive Dubai-Al Ahli Club/Saison 2015
Dieser Artikel listet Erfolge und Fahrer des Radsportteams Skydive Dubai-Al Ahli Club in der Saison 2015 auf.

## Erfolge in der UCI Africa Tour
| Datum           | Rennen                                         | Kat. | Fahrer            |
| --------------- | ---------------------------------------------- | ---- | ----------------- |
| 15. Januar      | 1. Etappe Tour of Egypt                        | 2.2  | Francisco Mancebo |
| 16. Januar      | 2. Etappe Tour of Egypt                        | 2.2  | Andrea Palini     |
| 17. Januar      | 3. Etappe Tour of Egypt                        | 2.2  | Soufiane Haddi    |
| 18. Januar      | 4. Etappe Tour of Egypt                        | 2.2  | Andrea Palini     |
| 14.–18. Januar  | Gesamtwertung Tour of Egypt                    | 2.2  | Francisco Mancebo |
| 16. Februar     | 1. Etappe La Tropicale Amissa Bongo            | 2.1  | Rafaâ Chtioui     |
| 17. Februar     | 2. Etappe La Tropicale Amissa Bongo            | 2.1  | Rafaâ Chtioui     |
| 19. Februar     | 4. Etappe La Tropicale Amissa Bongo            | 2.1  | Andrea Palini     |
| 16.–22. Februar | Gesamtwertung La Tropicale Amissa Bongo        | 2.1  | Rafaâ Chtioui     |
| 5. April        | 3. Etappe Tour du Maroc                        | 2.2  | Edgar Pinto       |
| 8. April        | 6. Etappe Tour du Maroc                        | 2.2  | Soufiane Haddi    |
| 10. April       | 8. Etappe Tour du Maroc                        | 2.2  | Wladimir Gussew   |
| 12. Juni        | Marokkanische Meisterschaft – Einzelzeitfahren | CN   | Soufiane Haddi    |
| 12. Juni        | Tunesische Meisterschaft – Einzelzeitfahren    | CN   | Rafaâ Chtioui     |
| 14. Juni        | Marokkanische Meisterschaft – Straßenrennen    | CN   | Soufiane Haddi    |
| 14. Juni        | Tunesische Meisterschaft – Straßenrennen       | CN   | Rafaâ Chtioui     |

## Erfolge in der UCI Asia Tour
| Datum                      | Rennen                                           | Kat. | Sieger                         |
| -------------------------- | ------------------------------------------------ | ---- | ------------------------------ |
| 19. Mai                    | 2. Etappe Tour of Japan                          | 2.1  | Rafaâ Chtioui                  |
| 20. Oktober                | 1. Etappe Tour of Hainan                         | 2.HC | Andrea Palini                  |
| 21. Oktober                | 2. Etappe Tour of Hainan                         | 2.HC | Andrea Palini                  |
| 3. November                | 4. Etappe Tour of Taihu Lake                     | 2.1  | Rafaâ Chtioui                  |
| 28. November               | 1. Etappe Sharjah International Cycling Tour     | 2.2  | Soufiane Haddi                 |
| 29. November               | 2. Etappe Sharjah International Cycling Tour     | 2.2  | Soufiane Haddi                 |
| 30. November               | 3. Etappe Sharjah International Cycling Tour     | 2.2  | Soufiane Haddi                 |
| 1. Dezember                | 4. Etappe Sharjah International Cycling Tour     | 2.2  | Andrea Palini                  |
| 28. November – 1. Dezember | Gesamtwertung Sharjah International Cycling Tour | 2.2  | Soufiane Haddi                 |
| 2. Dezember                | UAE Cup                                          | 1.2  | Maher Hasnaoui                 |
| 9. Dezember                | 1. Etappe Jelajah Malaysia                       | 2.2  | Francisco Mancebo              |
| 10. Dezember               | 2. Etappe Jelajah Malaysia (MZF)                 | 2.2  | Skydive Dubai Pro Cycling Team |
| 12. Dezember               | 4. Etappe Jelajah Malaysia                       | 2.2  | Andrea Palini                  |
| 9.–13. Dezember            | Gesamtwertung Jelajah Malaysia                   | 2.2  | Francisco Mancebo              |
| 17. Dezember               | 1. Etappe Tour of Al Zubarah                     | 2.2  | Maher Hasnaoui                 |
| 16.–19. Dezember           | Gesamtwertung Tour of Al Zubarah                 | 2.2  | Maher Hasnaoui                 |

## Abgänge – Zugänge
| Zugänge                           | Team 2014            | Abgänge                         | Team 2015                    |
| --------------------------------- | -------------------- | ------------------------------- | ---------------------------- |
| Wladimir Gussew                   | Team Katusha         | Lucas Sebastián Haedo           | Jamis-Hagens Berman          |
| Andrea Palini                     | Lampre-Merida        | Aleksandr Pliușkin              | Synergy Baku Cycling Project |
| Edgar Pinto                       | LA Aluminios-Antarte | Óscar Pujol                     | Team Ukyo                    |
| Khamis Saif Al Naqbi              | Neoprofi             | Marwan Al Rum                   | Unbekannt                    |
| Ahmed Albalooshi                  | Neoprofi             | Nawaf Albalooshi                | Unbekannt                    |
| Sultan Alhammadi                  | Neoprofi             | Marwan Ali                      | Unbekannt                    |
| Mansoor Ali Shambih               | Neoprofi             | Suhail Alsabbagh                | Unbekannt                    |
| Shambih Khaled                    | Neoprofi             | Wladimir Gussew (ab 1. Oktober) | Unbekannt                    |
| Ibrahim Al Ali (ab 29. September) | Neoprofi             |                                 |                              |

## Mannschaft
| Name                   | Geburtstag         | Nationalität                 |
| ---------------------- | ------------------ | ---------------------------- |
| Ibrahim Al Ali         | 17. November 1994  | Vereinigte Arabische Emirate |
| Mohamed Hasan Al Marwi | 13. September 1988 | Vereinigte Arabische Emirate |
| Khamis Saif Al Naqbi   | 9. September 1986  | Vereinigte Arabische Emirate |
| Ahmed Albalooshi       | 29. Oktober 1989   | Vereinigte Arabische Emirate |
| Sultan Alhammadi       | 15. August 1993    | Vereinigte Arabische Emirate |
| Mansoor Ali Shambih    | 1. Mai 1988        | Vereinigte Arabische Emirate |
| Rafaâ Chtioui          | 26. Januar 1986    | Tunesien                     |
| Wladimir Gussew        | 4. Juli 1982       | Russland                     |
| Soufiane Haddi         | 2. Februar 1991    | Marokko                      |
| Maher Hasnaoui         | 22. September 1989 | Tunesien                     |
| Khalid Ibrahim         | 12. November 1995  | Vereinigte Arabische Emirate |
| Shambih Khaled         | 12. September 1983 | Vereinigte Arabische Emirate |
| Adil Jelloul           | 14. Juli 1982      | Marokko                      |
| Francisco Mancebo      | 9. März 1976       | Spanien                      |
| Tariq Obaid            | 1. April 1984      | Vereinigte Arabische Emirate |
| Andrea Palini          | 16. Juni 1989      | Italien                      |
| Edgar Pinto            | 27. August 1985    | Portugal                     |